# Montreuil-des-Landes
Pour les articles homonymes, voir Montreuil.
Montreuil-des-Landes est une commune française située dans le département d'Ille-et-Vilaine en Région Bretagne, peuplée de 235 habitants.

## Géographie

### Communes limitrophes
| Combourtillé | Billé                     | Parcé                  |
| Mecé         | Montreuil-des-Landes      |                        |
|              | Saint-Christophe-des-Bois | Châtillon-en-Vendelais |

### Hydrographie
Pour un article plus général, voir Réseau hydrographique d'Ille-et-Vilaine.
La commune est située dans le bassin Loire-Bretagne. Elle est drainée par le Général, le ruisseau de Guérabouin et le ruisseau du Pâtis de la coutancière,,.
Le Général, d'une longueur de 19 km, prend sa source dans la commune  et se jette  dans le Couesnon à Rives-du-Couesnon, après avoir traversé cinq communes. 

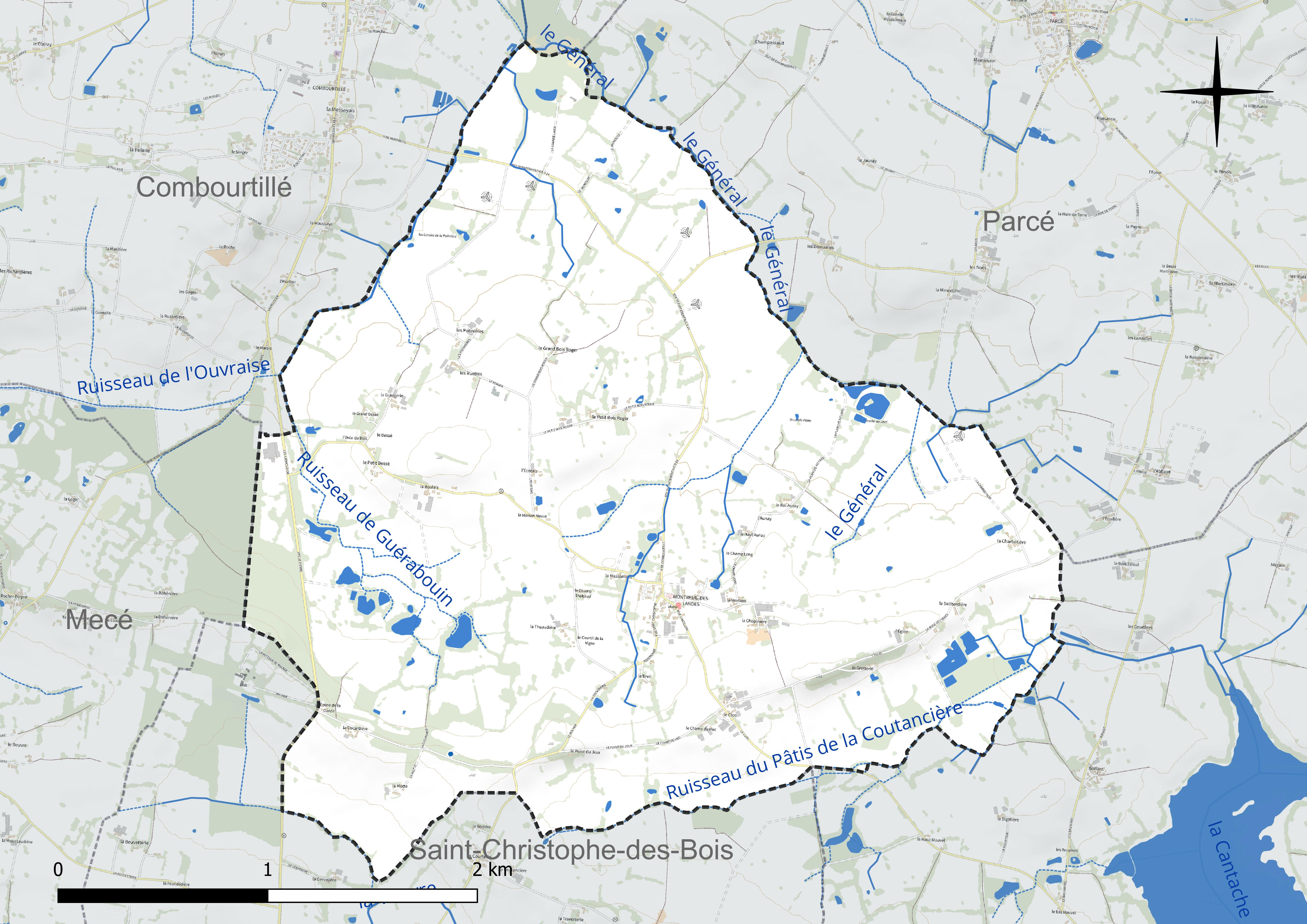
Réseau hydrographique de Montreuil-des-Landes.

### Climat
Pour des articles plus généraux, voir Climat de la Bretagne et Climat d'Ille-et-Vilaine.
En 2010, le climat de la commune est de type climat océanique franc, selon une étude du CNRS s'appuyant sur une série de données couvrant la période 1971-2000. En 2020, Météo-France publie une typologie des climats de la France métropolitaine dans laquelle la commune est exposée à un climat océanique et est dans la région climatique  Bretagne orientale et méridionale, Pays nantais, Vendée, caractérisée par une faible pluviométrie en été et une bonne insolation. Parallèlement l'observatoire de l'environnement en Bretagne publie en 2020 un zonage climatique de la région Bretagne, s'appuyant sur des données de Météo-France de 2009. La commune est, selon ce zonage, dans la zone « Intérieur Est », avec des hivers frais, des étés chauds et des pluies modérées.  
Pour la période 1971-2000, la température annuelle moyenne est de 11,1 °C, avec une amplitude thermique annuelle de 13,3 °C. Le cumul annuel moyen de précipitations est de 853 mm, avec 13,5 jours de précipitations en janvier et 8 jours en juillet. Pour la période 1991-2020, la température moyenne annuelle observée sur la station météorologique la plus proche, située sur la commune de Fougères à 12 km à vol d'oiseau, est de 11,9 °C et le cumul annuel moyen de précipitations est de 939,1 mm,. Pour l'avenir, les paramètres climatiques de la commune estimés pour 2050 selon différents scénarios d'émission de gaz à effet de serre sont consultables sur un site dédié publié par Météo-France en novembre 2022.

## Urbanisme

### Typologie
Au 1er janvier 2024, Montreuil-des-Landes est catégorisée commune rurale à habitat dispersé, selon la nouvelle grille communale de densité à sept niveaux définie par l'Insee en 2022.
Elle est située hors unité urbaine. Par ailleurs la commune fait partie de l'aire d'attraction de Vitré, dont elle est une commune de la couronne,. Cette aire, qui regroupe 30 communes, est catégorisée dans les aires de 50 000 à moins de 200 000 habitants,.

### Occupation des sols
L'occupation des sols de la commune, telle qu'elle ressort de la base de données européenne d'occupation biophysique des sols Corine Land Cover (CLC), est marquée par l'importance des territoires agricoles (97,3 % en 2018), une proportion identique à celle de 1990 (97,3 %). La répartition détaillée en 2018 est la suivante : 
zones agricoles hétérogènes (40,3 %), prairies (35,8 %), terres arables (21,2 %), forêts (2,7 %). L'évolution de l'occupation des sols de la commune et de ses infrastructures peut être observée sur les différentes représentations cartographiques du territoire : la carte de Cassini (XVIIIe siècle), la carte d'état-major (1820-1866) et les cartes ou photos aériennes de l'IGN pour la période actuelle (1950 à aujourd'hui).

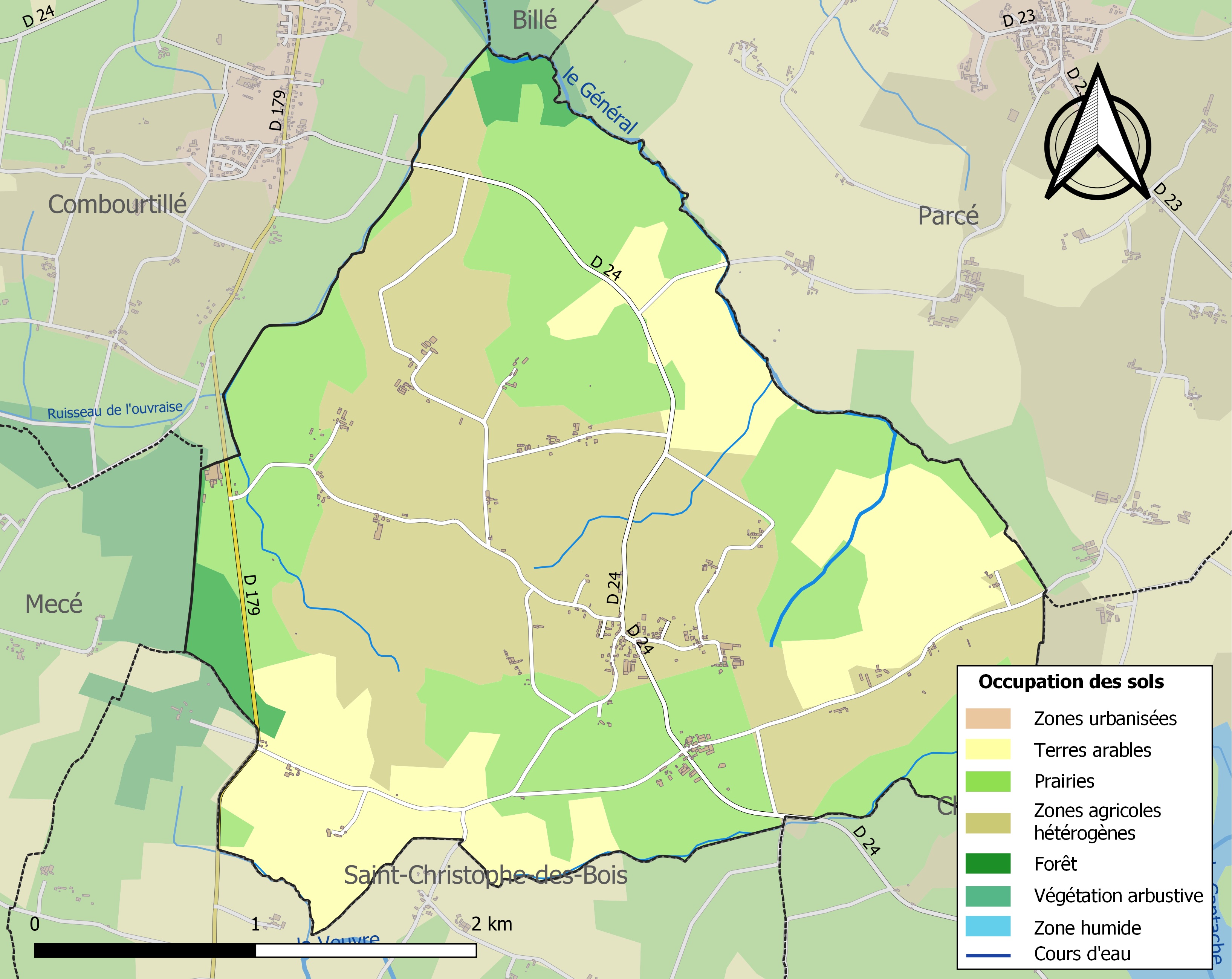
Carte des infrastructures et de l'occupation des sols de la commune en 2018 (CLC).

## Toponymie

### Attestations anciennes
- Monsteroul des Landes (1380)[17],[18].
- Monasteriolum de Landis (1506)[17].

### Étymologie
Montreuil est un toponyme issu de l'ancien français monstruel, lui-même issu du latin monasteriolum (« petit monastère »).

## Histoire

### LeXXesiècle

#### L'Entre-deux-guerres
La commune commence à être électrifiée en 1932.

## Politique et administration
| Période                                  | Période     | Identité              | Étiquette | Qualité      |
| ---------------------------------------- | ----------- | --------------------- | --------- | ------------ |
| 1940                                     | 1971        | M. Benoist            |           |              |
| mars 1971                                | mars 2008   | André Benoist         |           |              |
| mars 2008                                | 28 mai 2020 | Aline Goupil          | SE        | Retraitée    |
| 28 mai 2020                              | En cours    | Marie-Louise Berhault |           | Agricultrice |
| Les données manquantes sont à compléter. |             |                       |           |              |

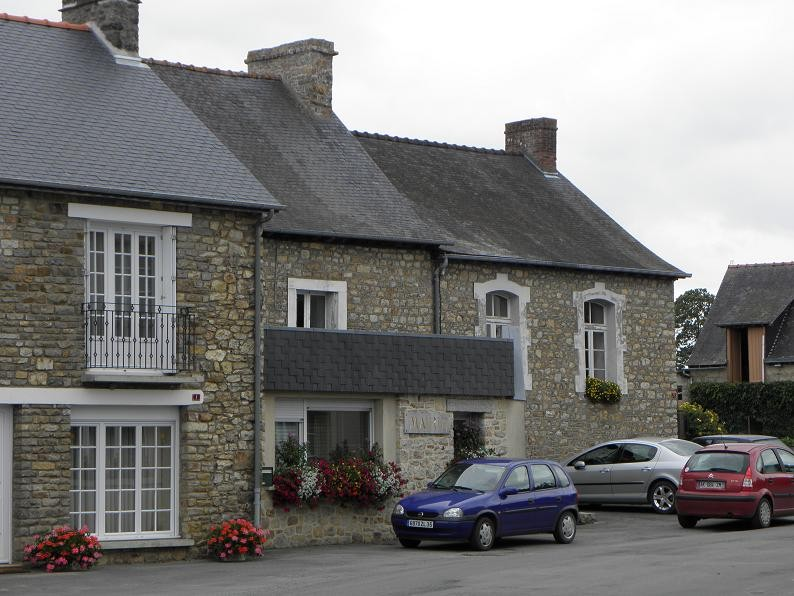
La mairie.

André Benoist a été maire pendant 37 ans avant de quitter la vie politique à l'occasion des élections municipales de 2008.

## Démographie
L'évolution du nombre d'habitants est connue à travers les recensements de la population effectués dans la commune depuis 1793. Pour les communes de moins de 10 000 habitants, une enquête de recensement portant sur toute la population est réalisée tous les cinq ans, les populations de référence des années intermédiaires étant quant à elles estimées par interpolation ou extrapolation. Pour la commune, le premier recensement exhaustif entrant dans le cadre du nouveau dispositif a été réalisé en 2004.
En 2022, la commune comptait 235 habitants, en évolution de −4,86 % par rapport à 2016 (Ille-et-Vilaine : +5,46 %, France hors Mayotte : +2,11 %).
| 1793 | 1800 | 1806 | 1821 | 1831 | 1836 | 1841 | 1846 | 1851 |
| ---- | ---- | ---- | ---- | ---- | ---- | ---- | ---- | ---- |
| 400  | 367  | 350  | 450  | 367  | 362  | 340  | 343  | 324  |

| 1856 | 1861 | 1866 | 1872 | 1876 | 1881 | 1886 | 1891 | 1896 |
| ---- | ---- | ---- | ---- | ---- | ---- | ---- | ---- | ---- |
| 351  | 365  | 350  | 320  | 325  | 330  | 337  | 320  | 317  |

| 1901 | 1906 | 1911 | 1921 | 1926 | 1931 | 1936 | 1946 | 1954 |
| ---- | ---- | ---- | ---- | ---- | ---- | ---- | ---- | ---- |
| 315  | 299  | 307  | 267  | 269  | 273  | 250  | 279  | 275  |

| 1962 | 1968 | 1975 | 1982 | 1990 | 1999 | 2004 | 2006 | 2009 |
| ---- | ---- | ---- | ---- | ---- | ---- | ---- | ---- | ---- |
| 277  | 255  | 242  | 234  | 198  | 184  | 208  | 204  | 224  |

| 2014 | 2019 | 2022 | - | - | - | - | - | - |
| ---- | ---- | ---- | - | - | - | - | - | - |
| 246  | 232  | 235  | - | - | - | - | - | - |

## Transports
La commune est desservie par la ligne de bus n°3 de Vitré Communauté.

## Lieux et monuments

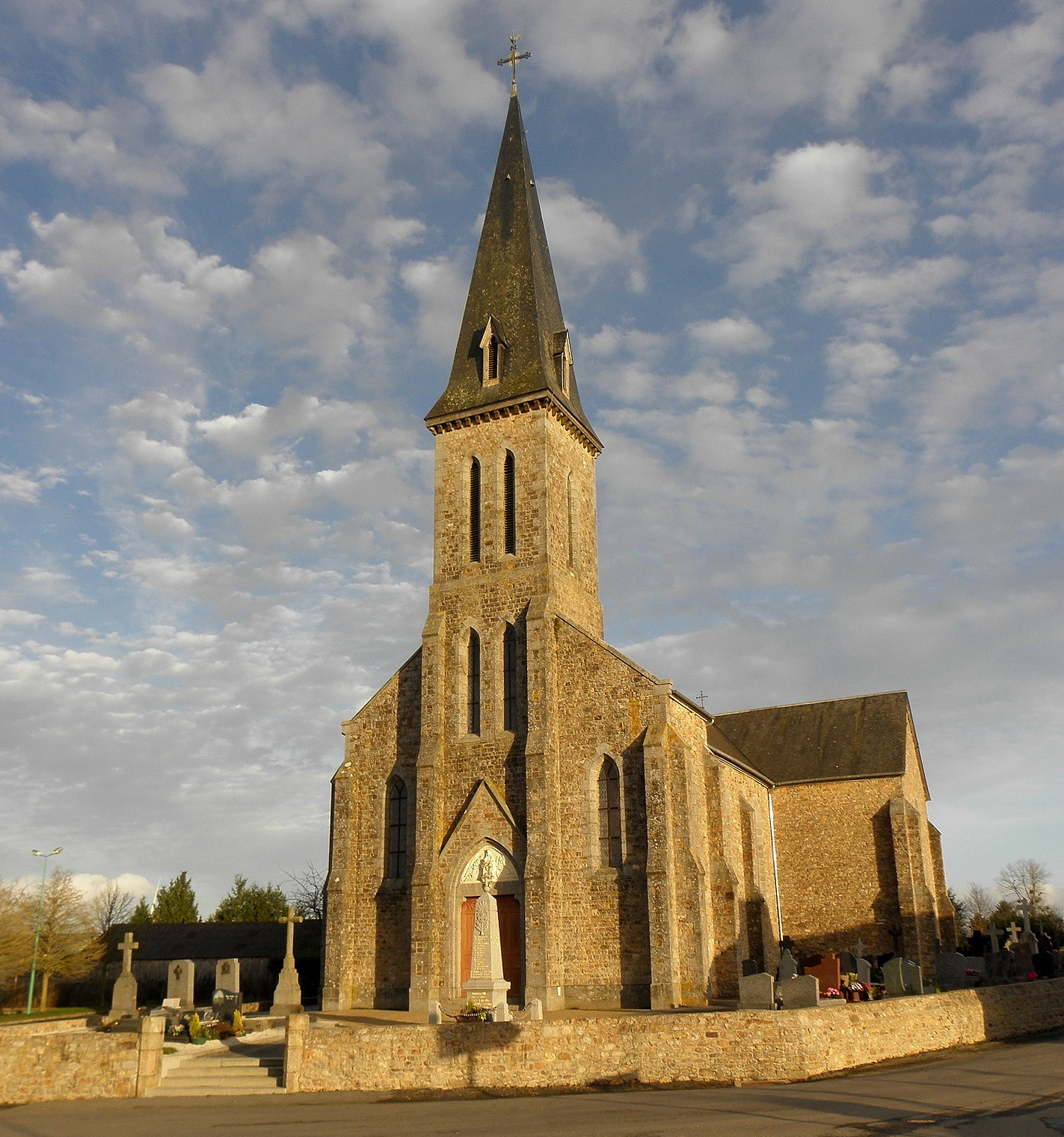
L'église paroissiale Notre-Dame.

- Église Notre-Dame, de style néo-gothique, œuvre du chanoine Brune.